# Asier Arranz Martín
Asier Arranz Martín (* 28. März 1987 in Cuéllar) ist ein spanischer Fußballspieler, der bei CD Numancia in der spanischen Segunda División spielt.

## Spielerkarriere
Der gebürtige Kastilier Asier Arranz startete seine Karriere in der Segunda División bei Real Valladolid, für das er zuvor bereits im B-Team gespielt hatte. In seiner Premieren-Saison kam er bei 17 Spielen regelmäßig zum Einsatz und erreichte mit seiner Mannschaft souverän den Aufstieg als Tabellenführer. Aufgrund der starken Konkurrenz im Mittelfeld wurde er für die Saison 2007/2008 jedoch erst einmal an den baskischen Traditionsclub und Zweitligisten Deportivo Alavés ausgeliehen. Mit nur wenigen Einsätzen konnte er sich dort jedoch nicht behaupten.

## Erfolge
- 2006/07 – Aufstieg in die Primera División mit Real Valladolid